# Mogamma

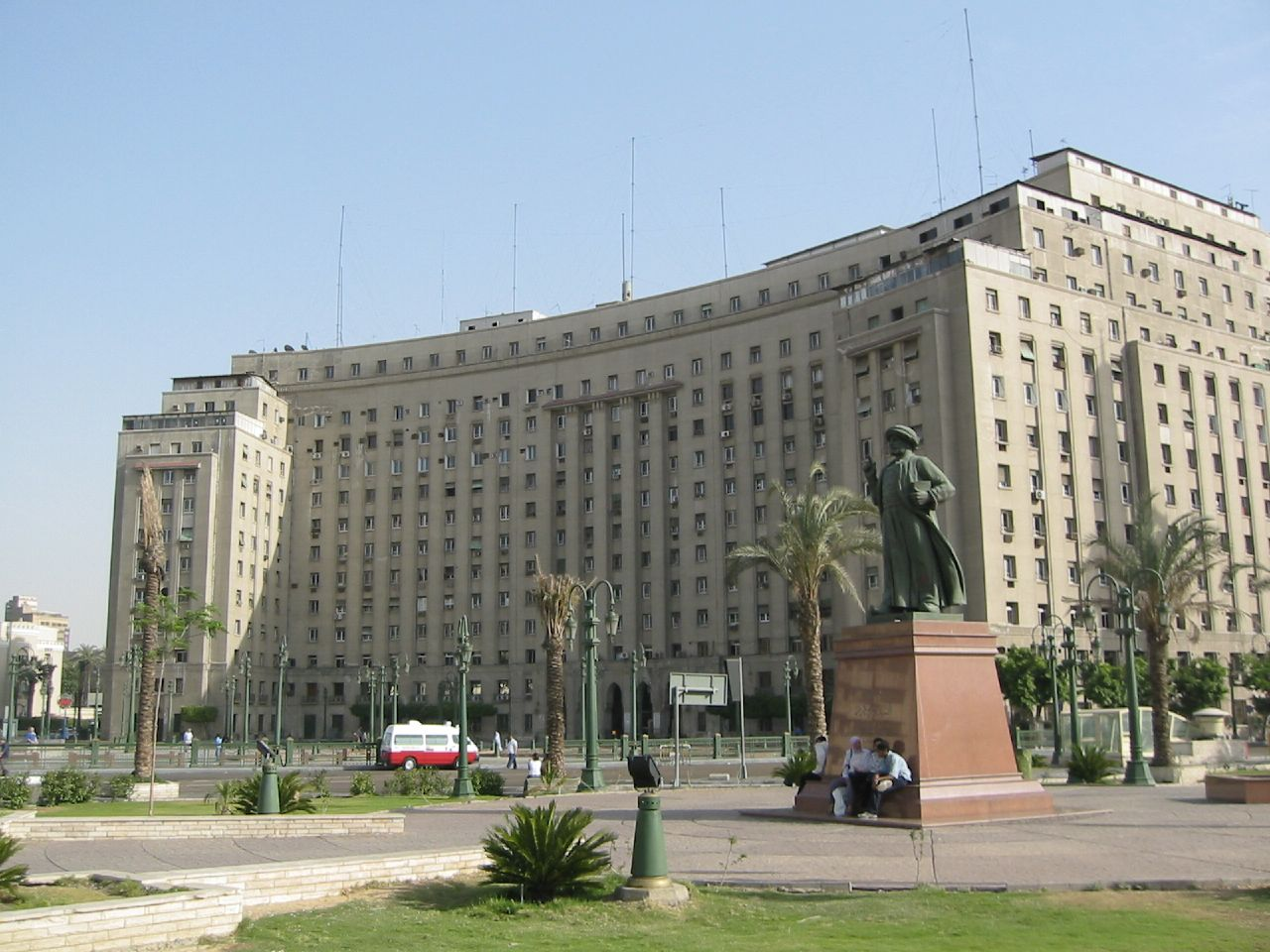
Das Zentralverwaltungsgebäude für alle Verwaltungsangelegenheiten Bürger/Staat, die Mogamma; gegenüber liegt der Tahrir-Platz

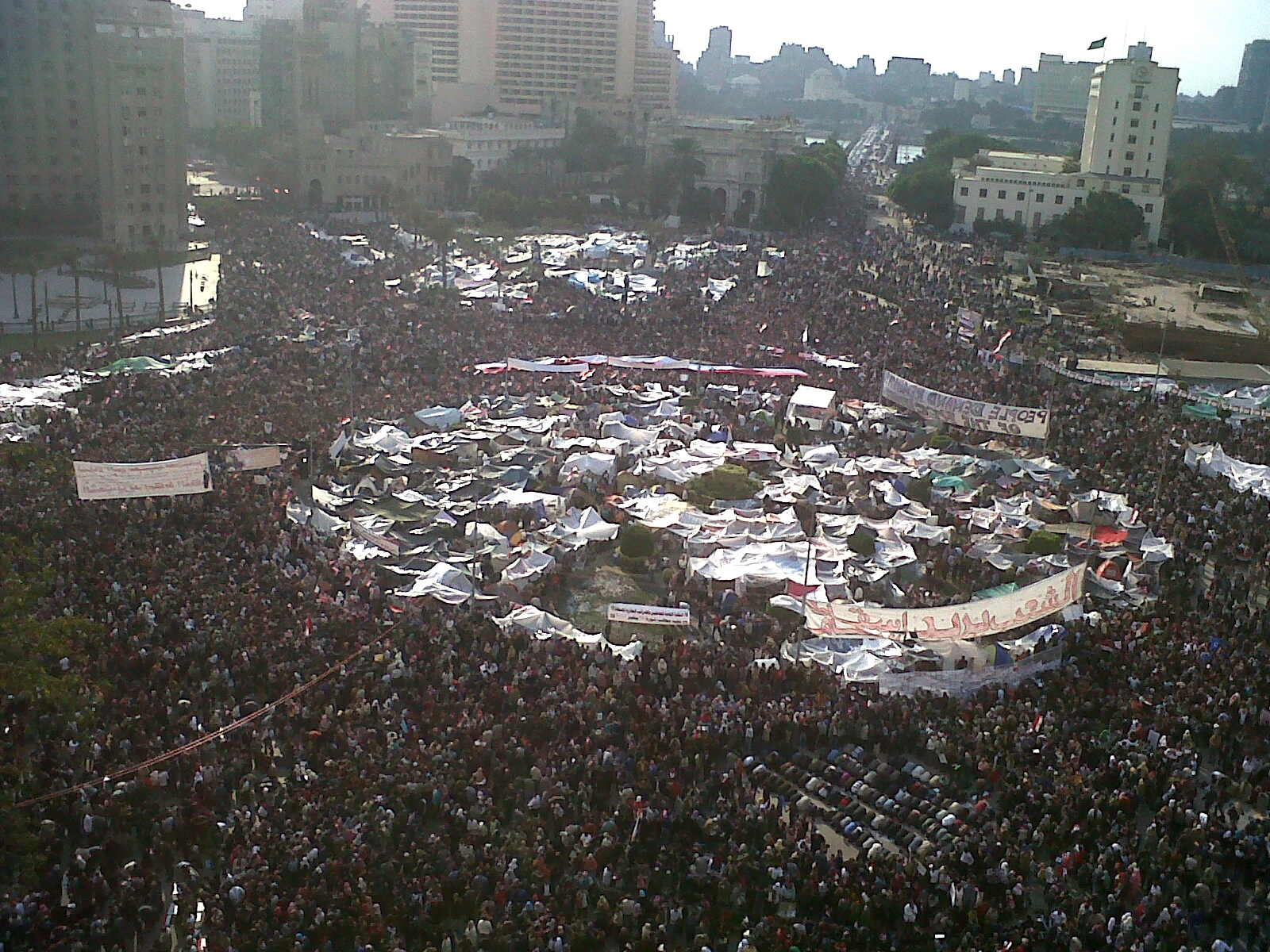
Protestkundgebungen auf dem Tahrir-Platz vom 8. Februar 2011, links die Mogamma

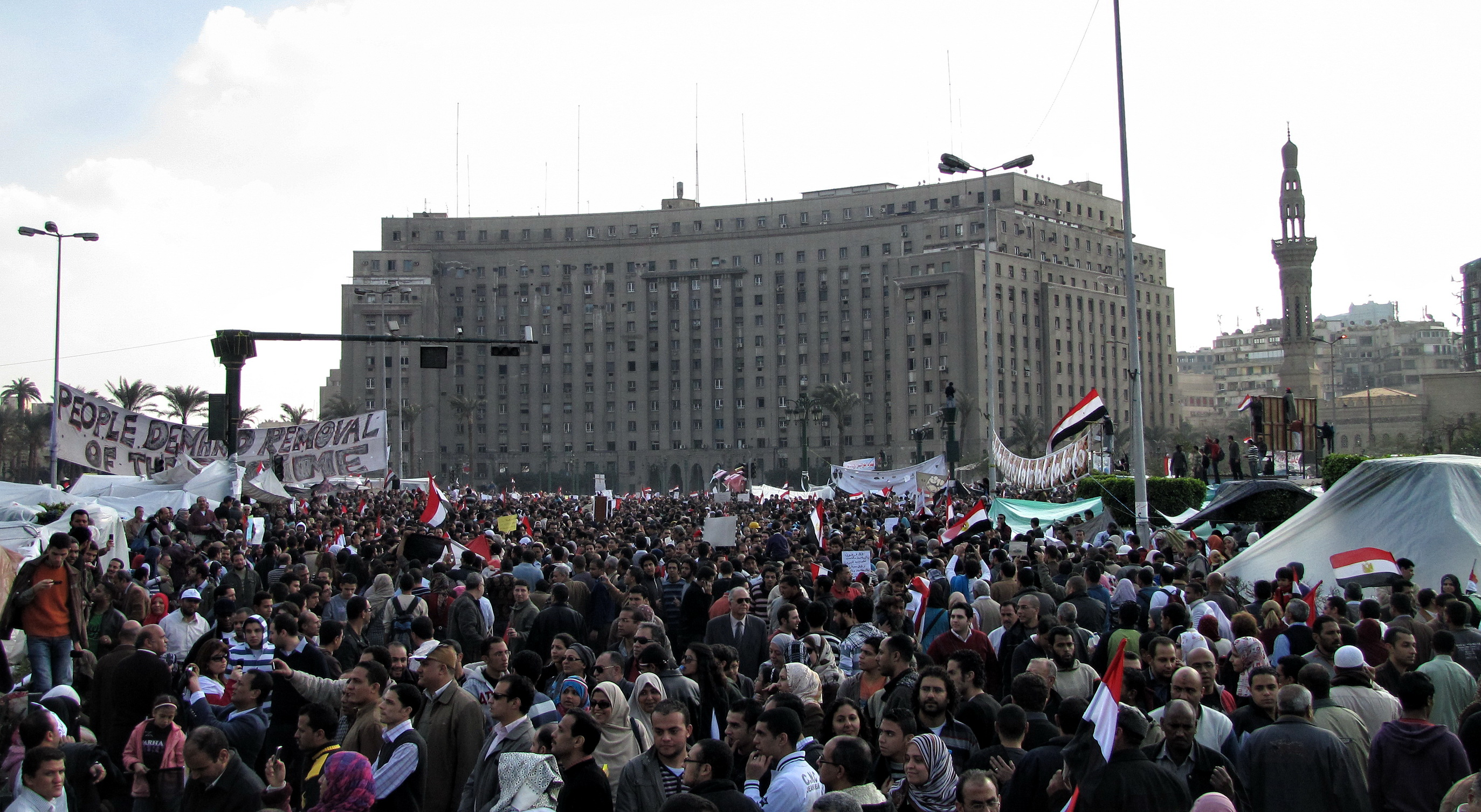
Proteste vor dem Verwaltungshauptgebäude

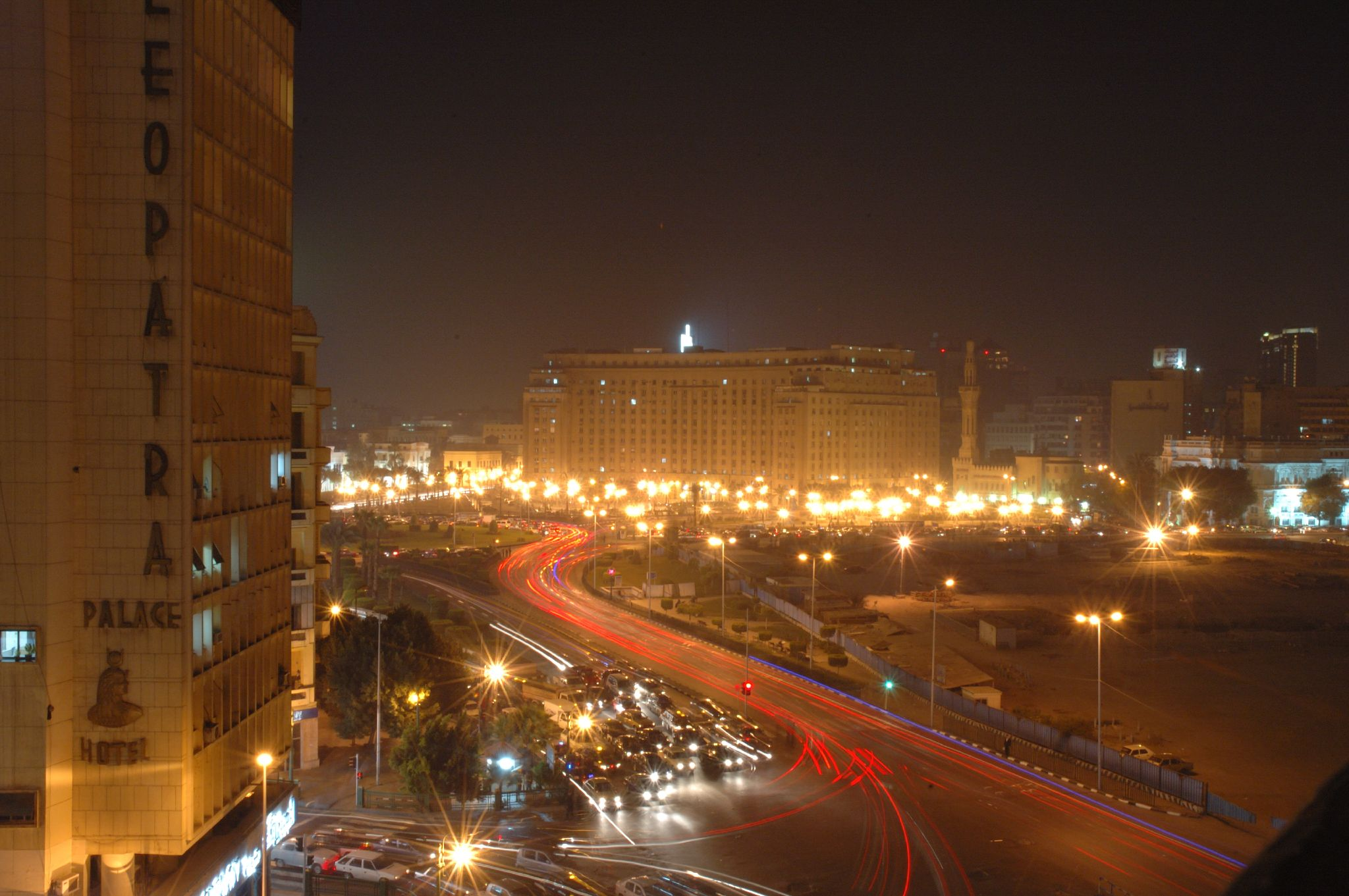
Mogamma (Nachtansicht)

Die Mogamma oder auch Mugamma, (arabisch مجمع التحرير, DMG Muǧammaʿ at-Taḥrīr) ist das Zentralverwaltungsgebäude Ägyptens, gelegen in Kairo. 
Das Gebäude wurde ab 1950 von der Sowjetunion gebaut und als Geschenk dem ägyptischen Staat übergeben. Man versprach sich dadurch nicht unerheblichen Einfluss auf Ägypten und seine Region. Die Sowjetunion erwartete einen politischen Schulterschluss. 1952 war der Bau fertiggestellt und konnte übergeben werden. Machthaber Muhammad Nagib und sein federführender militärischer Gefolgsmann Gamal Abdel Nasser vertraten bei Empfangnahme den ägyptischen Staat. Im selben Jahr fand die ägyptische Revolution statt. 1954 wurde Nasser Präsident des Landes, weshalb er auch zur Identifikationsfigur des Gebäudes erwuchs. 
Die Mogamma liegt in der Innenstadt Kairos, am zu der damaligen Zeit neu erstellten Tahrir-Platz (Platz der Befreiung), kaum 400 Meter vom rechten Nilufer entfernt.

## Funktion
Die Mogamma ist das Hauptverwaltungsgebäude eines Zentralstaats. Hier laufen alle administrativen Fäden zusammen. Neben der Beantragung von Führerscheinen, Auslandsvisa und Bausachen lassen sich hier Steuererklärungen und religiöse Angelegenheiten erledigen. Über 14 Stockwerke verteilt werden hier 18.000 Staatsbedienstete beschäftigt.

## Struktur und Architektur
Struktur und Architektur des Mogamma-Gebäudes wurden beeinflusst vom sowjetischen Baustil der Zeit, wenngleich erstellt durch den ägyptischen Architekten Kamal Ismail. Das Gebäude ist auf optische Imposanz ausgerichtet. Der Plan gab vor, dass das Gebäude die gesamte zentrale Staatsorganisation fassen sollte, gleichzeitig aber nicht verschwenderisch mit den Kapazitäten an Platz umgegangen werden sollte. Der Baustil hatte zum Ziel, einzuschüchtern, durch Riesenhaftigkeit der Ausmaße und den konkaven Schnitt der Zugangsseite. Während Nassers Präsidentschaft sollten eigene autoritäre Ansprüche behauptet, aber auch Ehrerbietung gegenüber der Sowjetunion gezollt werden.

## Die Mogamma im Kino
Die Mogamma erscheint in diversen ägyptischen Kinofilmen, wobei der berühmteste Terrorism and Kebab ist. Es handelt sich um eine Komödie, bei der das Gebäude zum Inbegriff der bürgerlichen Frustration gegenüber der staatlichen Bürokratie wird. Der Film schält heraus, welche unüberwindbaren Hindernisse der aufgeblähte Verwaltungsapparat dem einzelnen Bewohner des Landes stellt. Ein frustrierter Bauantragsteller, der irrtümlich die Waffe eines Wachmanns ergreift, wird als potentieller Terrorist in den Akten fortgeführt. Der Film benutzt die Mogamma als Sinnbild aller Fehlfunktionen (Korruption, Bestechung, Zeitverlust) im ägyptischen Staat.

## Die Mogamma heute
Seit 2005 bestehen Pläne, die Zentralverwaltung zu verlegen. Die Mogamma steht im Verdacht, für den alltäglich beobachtbaren hohen Verkehrsstau verantwortlich zu sein (insbesondere am Tahrir-Platz) und soll allein deshalb so ausgelagert werden, dass sie in der Nähe der Universität Kairo – und damit in einem Wüstenviertel – ihr neues Zuhause findet.
Andererseits stehen diesem Vorhaben triftige Gründe entgegen. So werden Unannehmlichkeiten ins Feld geführt, die eine Verlagerung für die Beschäftigten nach sich zögen. Weiterhin befürchtet man, dass für einen Umzug nicht unerhebliche Entschädigungen verlangt werden. Dazu kommt noch, dass Architekten, die sich gegen einen Umzug aussprechen, die repräsentative Lage der Mogamma hervorheben und darauf aufmerksam machen, besser Parks und Gärten zu schaffen, sowie das Gebäude zu renovieren. Letztlich wird die Ansicht geäußert, dass eine Verlagerung der Zentralverwaltung Folgeprobleme bezüglich der Erreichbarkeit für den einfachen Mann auslösen würde.